# Christián Herc
Christián Herc (ur. 30 września 1998 w Levicach) – słowacki piłkarz, grający na pozycji pomocnika w Grasshopper Club Zürich.

## Kariera klubowa
Początkowo, za namową ojca, trenował hokej na lodzie, jednakże po kilku tygodniach zdecydował się na piłkę nożną. Treningi rozpoczął jako pięciolatek w FK Slovan Levice, skąd w wieku 10 lat trafił do FC Nitra. 1 lutego 2015 został zawodnikiem Wolverhampton Wanderers. W październiku 2017 podpisał kolejny, dwuletni kontrakt z tym klubem. W styczniu 2018 został wypożyczony na pół roku do DAC 1904 Dunajská Streda, jednakże w maju wypożyczenie zostało wydłużone o rok – do końca sezonu 2018/2019. W czerwcu 2019 został wypożyczony na dwa lata do Viktorii Pilzno, jednakże już po pierwszym sezonie Viktoria zrezygnowała z zawodnika i w sierpniu 2020 trafił on na wypożyczenie do MFK Karviná. W czerwcu 2021 podpisał dwuletni kontrakt z Grasshopper Club Zürich.

## Kariera reprezentacyjna
Młodzieżowy reprezentant Słowacji. Był kapitanem kadry do lat 21. W seniorskiej reprezentacji zadebiutował 25 marca 2022 w przegranym 0:2 meczu z Norwegią.

## Życie osobiste
Ma córkę Chloe, urodzoną w marcu 2020.